# Kievelberg

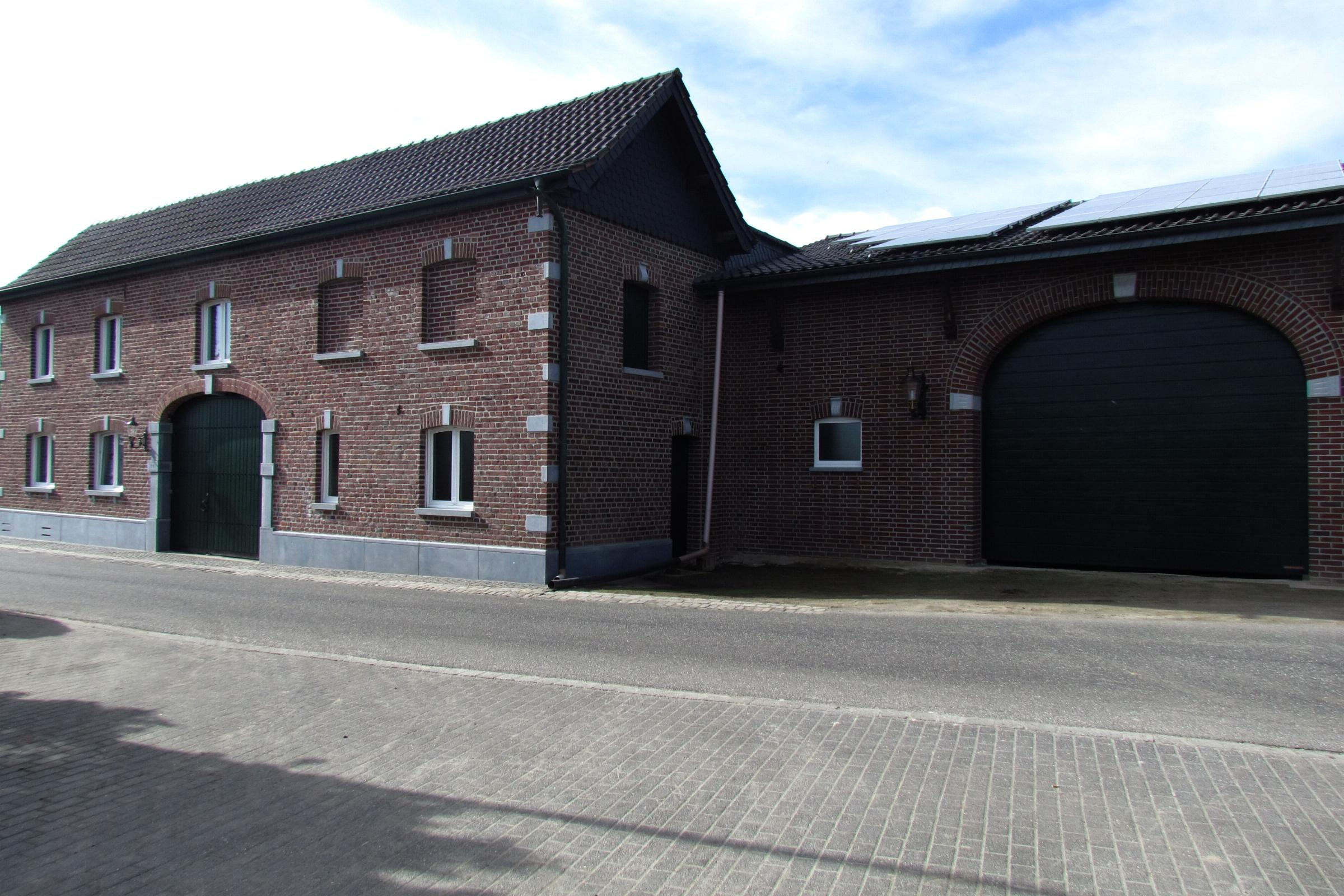
Bauerngehöft

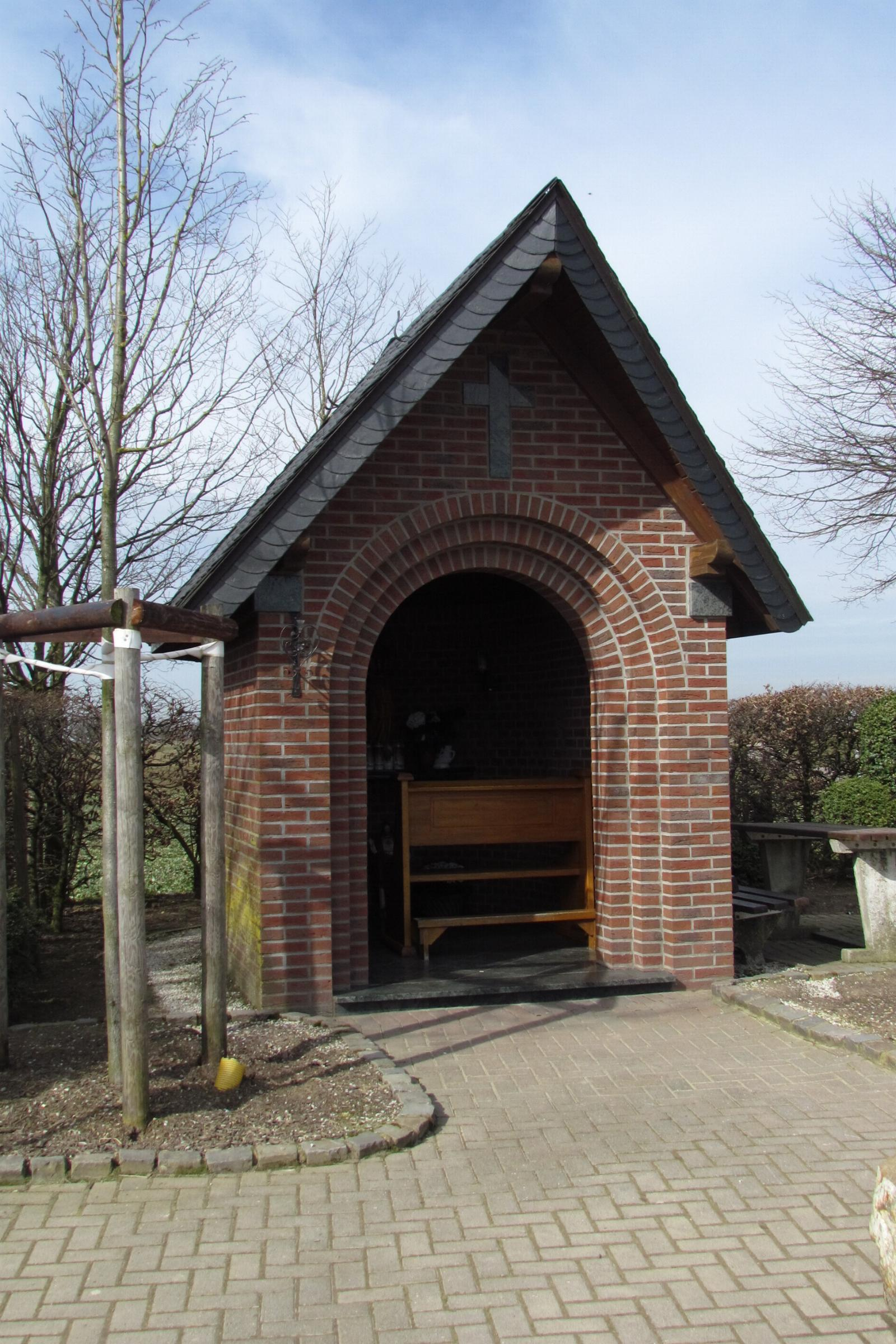
Kapelle am Ortsrand

Kievelberg ist ein Ortsteil der Gemeinde Gangelt im Kreis Heinsberg in Nordrhein-Westfalen.

## Geschichte

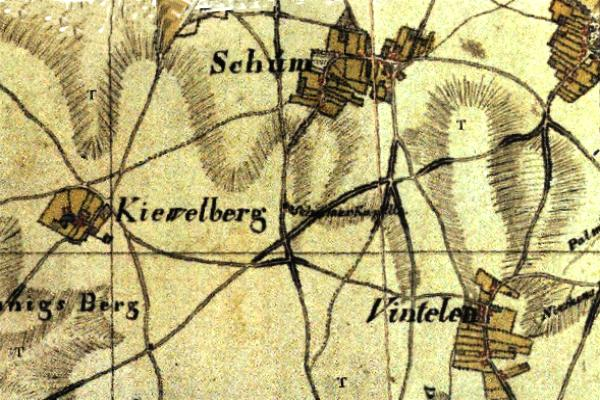
Kievelberg auf der Tranchotkarte 1803–1820

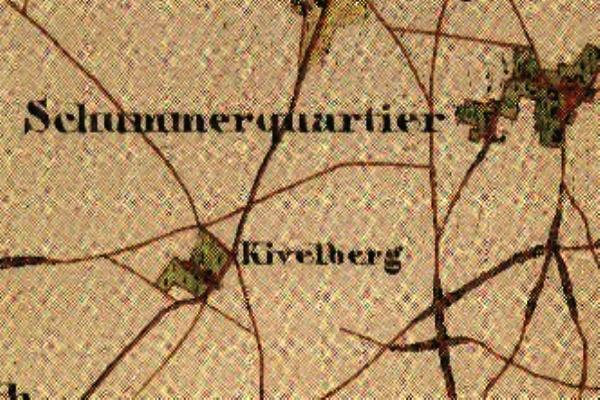
Kievelberg auf der Urkatasterkarte von 1846

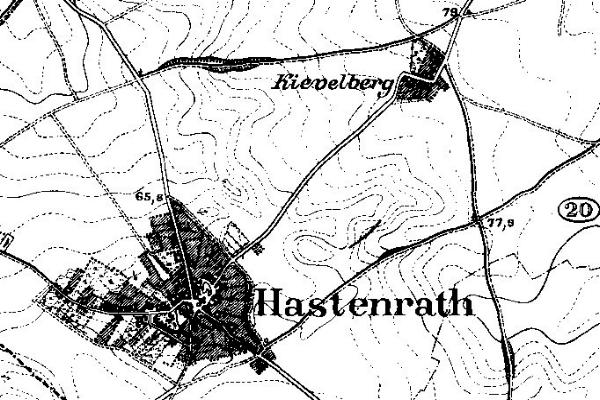
Kievelberg auf der Neuaufnahme von 1912

### Lage
Kievelberg liegt circa drei Kilometer nördlich von Gangelt an der Kreisstraße 3. Etwa 2 km entfernt vom Ort befindet sich am Saeffeler Bach das Naturschutzgebiet Höngener- und Saeffeler Bruch.

### Gewässer
Bei Starkregen und bei Schneeschmelze fließt das Oberflächenwasser aus den Bereich Kievelberg in den Saeffeler Bach (GEWKZ 2818222) und dann weiter über den Rodebach in die Maas. Der Saeffeler Bach hat eine Länge von 12,747 km bei einem Gesamteinzugsgebiet von 47,479 km².

### Nachbarorte
| Saeffelen      | Breberen                                    | Langbroich |
| Kleinwehrhagen | Kompassrose, die auf Nachbargemeinden zeigt | Vinteln    |
| Hastenrath     | Mindergangelt                               | Gangelt    |

### Siedlungsform
Kievelberg ist ein kleiner Weiler in ländlicher Umgebung.

## Geschichte

### Ortsname
- 1277 (de) Keverenberg
- 1302 (van) Keyverrnberg
- 1343 Kevelenberch
- 1501 Keverberg
- 1513 Kevelberg
- 1666 Kievelberg

### Ortsgeschichte
Kievelberg gehörte früher zum Jülicher Amt Millen. Es wird angenommen, dass Kievelberg aus einer Einzelsiedlung hervorgegangen ist. 1277 war die Siedlung im Havertwald berechtigt. 1343 lag der Ort im Zinsbezirk Gangelt, der Herrschaft Heinsberg. Im 16. Jahrhundert bestanden in Kievelberg Millener Lehen.
Kievelberg hatte 1828 insgesamt 42 Einwohner, 1852 waren es 38 Einwohner. Kievelberg bildete mit den Orten Gangelt, Hastenrath Hohenbusch, Kreuzrath, Mindergangelt, Niederbusch, Stahe und Vinteln die Gemeinde Gangelt. Mit dem Gesetz zur Neugliederung von Gemeinden des Selfkantkreises Geilenkirchen-Heinsberg vom 24. Juni 1969 konnte Kievelberg zum 1. Juli 1969 in der Gemeinde Gangelt verbleiben.

### Kirchengeschichte
Die Pfarrvikarie St. Josef Hastenrath besteht aus Hastenrath und Kievelberg. Die Bevölkerung besteht zum größten Teil aus Katholiken.
Hastenrath gehörte zur Pfarre Gangelt. Um die Mitte des 19. Jahrhunderts bemühten sich die Bewohner um ein eigenes Gotteshaus und um einen eigenen Seelsorger. 1866 wurde Dr. Heinrich Koch (1866/67) Rektor an der Notkirche. Kapellengemeinde wurde Hastenrath mit Datum 1. Januar 1869. Das Sakrament der Taufe konnte ab 1887 empfangen werden. Ab 1913 wurde auf dem Friedhof beerdigt, bis 1914 fanden Trauungen noch in Gangelt statt. Am 1. Mai 1960 wurde Hastenrath zur Pfarrvikarie erklärt.
Im Zuge der Pfarrgemeindereformen im Bistum Aachen wurde die Pfarrvikarie St. Josef Hastenrath in die Weggemeinschaft der katholischen Pfarrgemeinden Gangelt eingegliedert.

### Schulwesen
- Volksschule Hastenrath, 1925: 2 Klassen, 2 Stufen, 1 Lehrer, 1 Lehrerin, 69 Kinder
- Volksschule Hastenrath, 1965: 2 Klassen, 2 Lehrerstellen, 61 Kinder

## Politik
Gemäß § 3 (1) g) der Hauptsatzung der Gemeinde Gangelt bilden die Orte Hastenrath und Kievelberg einen Gemeindebezirk. Dieser wird durch einen Ortsvorsteher im Gemeinderat der Gemeinde Gangelt vertreten. Ortsvorsteher des Gemeindebezirks ist Robert Dahlmanns. Stand 2013

## Infrastruktur
- Der Ort hat Anschluss an das Radverkehrsnetz NRW.

## Sehenswürdigkeiten

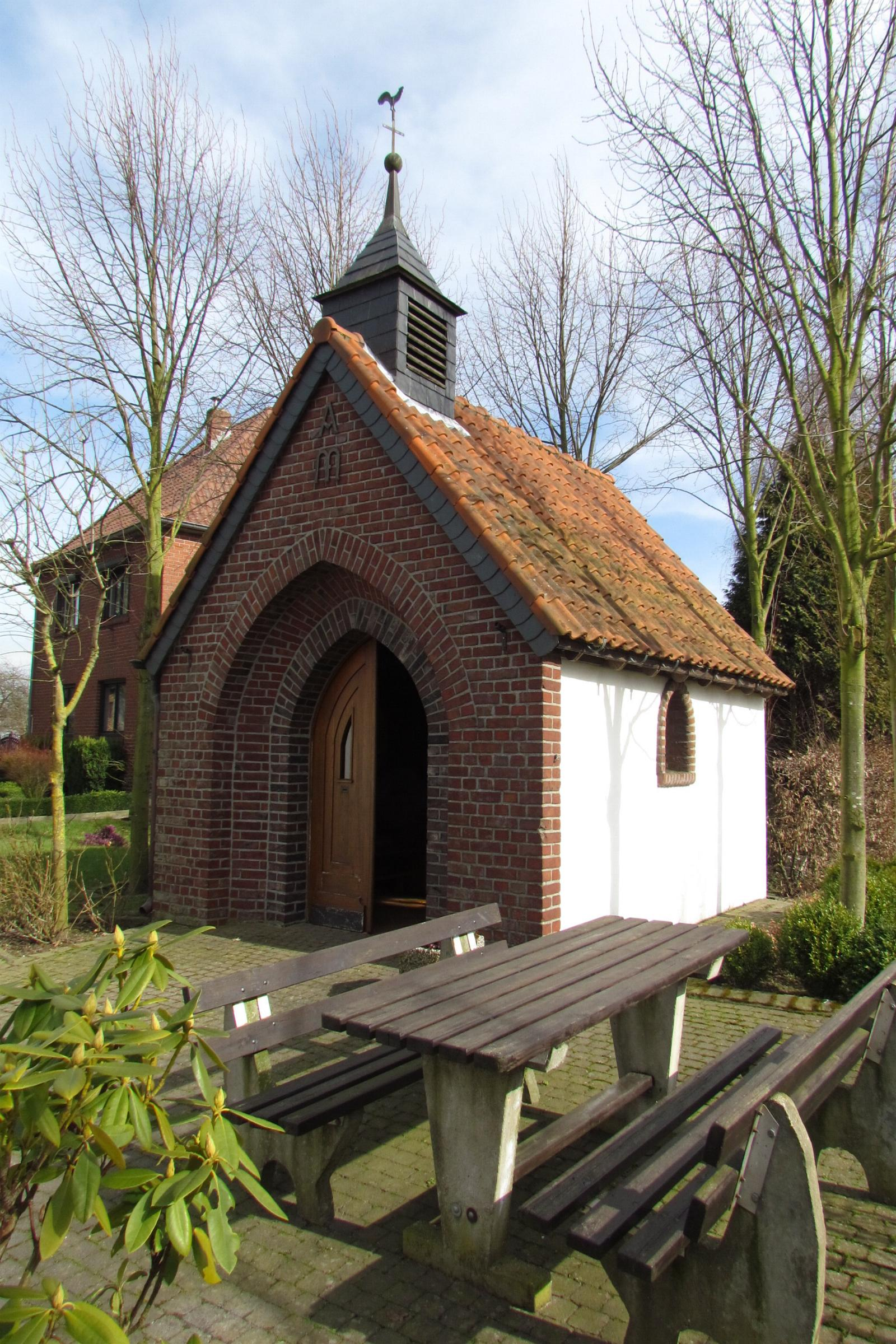
Kapelle in Kievelberg

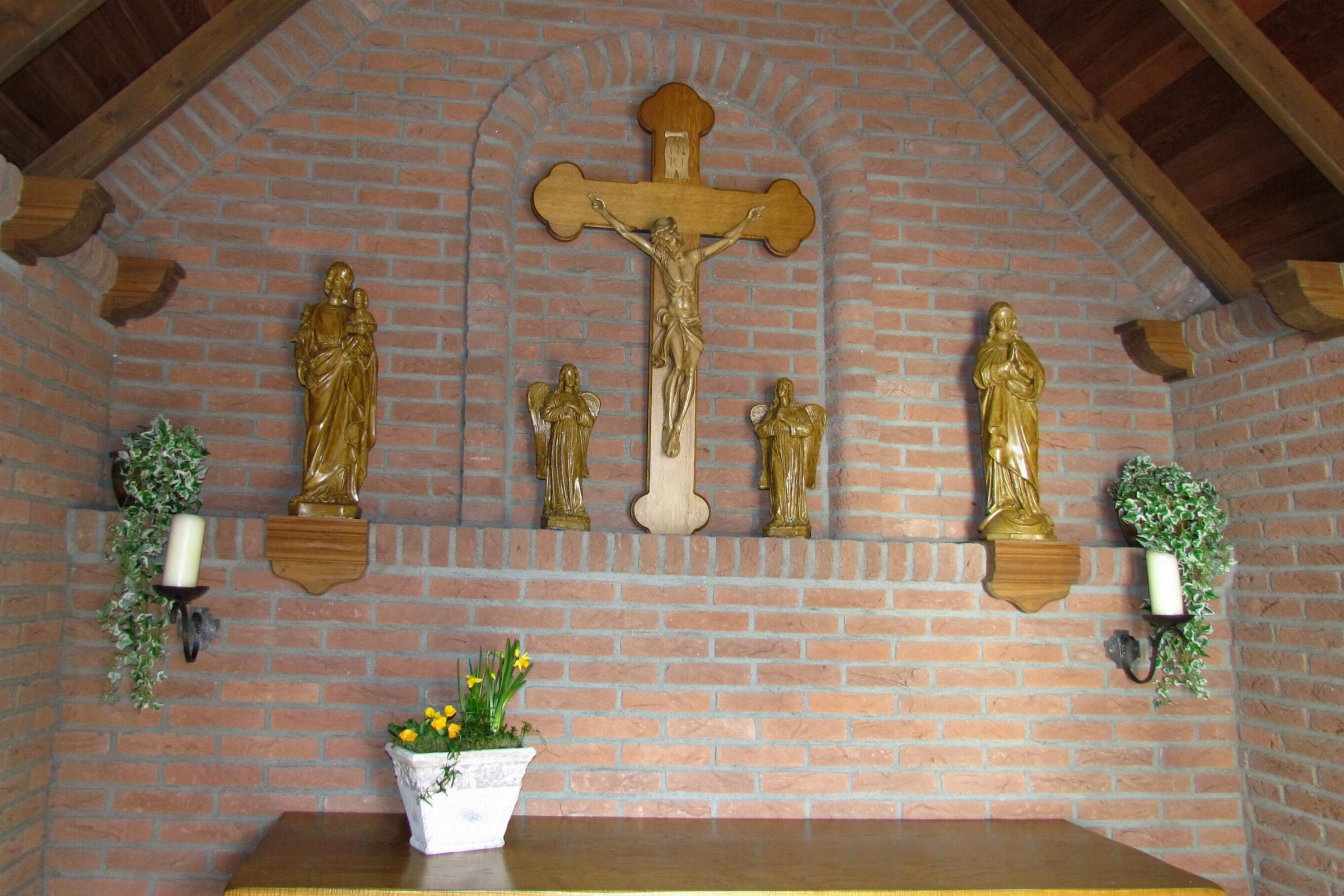
Innenansicht der Kapelle

- Katholische Pfarrkirche St. Josef Hastenrath als Denkmal Nr. 36
- Buntverglasung in der katholischen Pfarrkirche[8]
- Windmühle Breberen als Denkmal Nr. 30
- Haus Altenburg in Breberen als Denkmal Nr. 31
- Kapelle in der Ortsmitte

## Vereine
- Freiwillige Feuerwehr Gangelt, Löscheinheit Hastenrath ist auch zuständig für Kievelberg
- St. Josef Schützenbruderschaft Hastenrath 1900 e. V.
- Frauengemeinschaft Hastenrath
- Sozialverband VdK Deutschland – Ortsverband Birgden

## Regelmäßige Veranstaltungen
- Vogelschuss der Bruderschaft
- Patronatsfest und Kirmes in Hastenrath
- St. Martin-Umzug in Hastenrath

## Verkehr

### Autobahnanbindung
| BAB  | Streckenabschnitt        | Anschlussstelle | Entfernung |
| ---- | ------------------------ | --------------- | ---------- |
| A 46 | Heinsberg – Düsseldorf   | AS Heinsberg    | 10 km      |
| A 44 | Aachen – Mönchengladbach | AS Aldenhoven   | 25 km      |
| A 4  | Aachen – Köln            | AS Weisweiler   | 35 km      |

### Bahnanbindung
Ab Bahnhof Geilenkirchen (ca. 10 km Entfernung)
| Linie | Linienbezeichnung | Linienverlauf                              |
| ----- | ----------------- | ------------------------------------------ |
| RE 4  | Wupper-Express    | Aachen–Mönchengladbach–Düsseldorf–Dortmund |
| RB 33 | Rhein-Niers-Bahn  | Aachen–Mönchengladbach–Krefeld–Duisburg    |

### Busanbindung
Die AVV-Linien 423 und 474 der WestVerkehr verbinden Kievelberg an Schultagen mit Breberen, Gangelt, Geilenkirchen und Heinsberg. 
Zudem verkehrt der Multi-Bus seit dem 9. Juni 2024 kreisweit erweitert und zu einheitlichen Bedienzeiten. Mehr Informationen gibt es bei WestVerkehr.
| Linie | Verlauf |
| ----- | --- |
| 423   | (Stahe – Niederbusch) / (Kreuzrath – Birgden – Schierwaldenrath – Langbroich) – Birgden Schule oder Breberen Grundschule – (Schümm ←) Kievelberg – Hastenrath – Gangelt – Mindergangelt – Gangelt Bf – Vinteln – Langbroich                                                            |
| 474   | Heinsberg Busbf – (Aphoven – Laffeld –) Selsten – (Braunsrath – Löcken – Schöndorf – Obspringen – Brüggelchen) / Hontem – Waldfeucht – Bocket – Saeffelen / Abzw. Nachbarheid ← Breberen – (Harzelt ← Langbroich ←) (Kievelberg – Hastenrath) / (Brüxgen – Schümm) / Vinteln – Gangelt |